# Zdzisław Pawlak (duchowny)
Zdzisław Pawlak (ur. 13 października 1942 w Joance, zm. 12 czerwca 2024) – polski duchowny katolicki, filozof, etyk, profesor i rektor Wyższego Seminarium Duchownego we Włocławku i Uniwersytetu Mikołaja Kopernika.

## Życiorys
Po ukończeniu I Liceum Ogólnokształcącego im. Adama Asnyka w Kaliszu, studiował filozofię i teologię w Wyższym Seminarium Duchownym we Włocławku w latach 1960–1966. Po dwóch latach pracy na wikariacie został w 1968 skierowany na studia specjalistyczne na sekcji filozofii teoretycznej na Wydziale Filozofii Chrześcijańskiej KUL. Na seminarium naukowym z metafizyki, prowadzonym przez o. prof. dr. hab. Mieczysława A. Krąpca, napisał pracę magisterską pt. „Problem apofatycznego poznania Absolutu w »Sumie teologii» Tomasza z Akwinu” i 25 czerwca 1971 otrzymał magisterium z filozofii. Stopień naukowy doktora filozofii chrześcijańskiej uzyskał 23 lutego 1974 na KUL, na podstawie rozprawy pt. „Filozoficzne implikacje poglądów Mircea Eliadego na strukturę religii”, napisanej również na seminarium naukowym o. Krąpca.
Po doktoracie korzystał z zagranicznych stypendiów językowych: z języka niemieckiego – dwa razy w Niemczech (1977, 1980) oraz języka włoskiego – w Rzymie (1984–1985).
3 lipca 2001 na KUL, po przeprowadzeniu kolokwium habilitacyjnego, w oparciu o przedłożoną rozprawę „Neoscholastyka i formy jej kontynuacji. Studium analityczno-krytyczne twórczości filozofów włocławskich XX wieku” oraz dotychczasowy dorobek naukowy uzyskał stopień doktora habilitowanego nauk humanistycznych w zakresie filozofii. Habilitacja została zatwierdzona 17 grudnia 2001 przez Centralną Komisję do Spraw Tytułu Naukowego i Stopni Naukowych w Warszawie.
Pracę dydaktyczno-naukową rozpoczął we wrześniu 1974, podejmując wykłady w Wyższym Seminarium Duchownym we Włocławku (wykładał tu w różnym czasie następujące przedmioty: metafizyka, historia filozofii, filozofia Boga, teoria poznania, etyka), w Instytucie Teologiczno-Pastoralnym (1974–1990) oraz dla świeckich, najpierw na Instytucie Wyższej Kulturze Religijnej we Włocławku (1979–1990, będąc również zastępcą dyrektora tegoż instytutu), następnie w Studium Teologii (od 1990), gdzie wykładał metafizykę, historię filozofii, teorię poznania, filozofię Boga i etykę. Ponadto wykładał w Seminarium Duchownym Księży Misjonarzy w Bydgoszczy (1983–1998) – filozofię Boga i ogólną metodologię nauk, w Wyższym Seminarium Duchownym w Toruniu (1994–1999) – metafizykę i filozofię Boga, a także w Kolegium Katechetyczny w Kaliszu (1989–1999), od 1997 do 2001 na Wydziale Ekonomii i na Wydziale Pedagogiki i Pracy Socjalnej Wyższej Szkoły Humanistyczno-Ekonomicznej we Włocławku (podstawy filozofii, filozofia z logiką, etyka).
Od 1979 należał do Società Internazionale Tommaso d’Aquino, od 1981 był również członkiem zwyczajnym Włocławskiego Towarzystwa Naukowego, a od 2005 jest także członkiem zwyczajnym Towarzystwa Naukowego w Toruniu. W latach 1990–2004 pracował w redakcji Ateneum Kapłańskiego, a w latach 1997–2004 był zastępcą redaktora naczelnego. Pełnił również funkcję rektora Wyższego Seminarium Duchownego we Włocławku (2001–2004). Był także członkiem zespołu redakcyjnego „Studiów Włocławskich”. W latach 2001–2004 był adiunktem w Zakładzie Filozofii Chrześcijańskiej Wydziału Teologicznego UMK w Toruniu, a od 2004 jest profesorem nadzwyczajnym UMK.
18 lutego 1992 został mianowany kapelanem Jego Świątobliwości. Był także kanonikiem gremialnym kapituły katedralnej we Włocławku. 

## Źródła
- Rocznik diecezji włocławskiej 2011, Wydawnictwo Duszpasterstwa Rolników, Włocławek 2011
- Studia Włocławskie, 11(2009), s. 344–370